# Kamarád do deště II – Příběh z Brooklynu
Kamarád do deště II – Příběh z Brooklynu je československý film, premiéru měl 1. října 1992 a přímo navazuje na film Kamarád do deště. Režisérem filmu je Jaroslav Soukup, scénář napsali Jaroslav Soukup, Miroslav Vaic a Jaroslav Vokřál, kameramanem filmu byl Vladimír Smutný a hudbu napsal Zdeněk Barták. Úvodní píseň "Have Faith" napsal a produkoval Eduard Parma.

## Příběh
Michal (Sagvan Tofi) a Tomáš (Lukáš Vaculík) provozují diskotéku Brooklyn, podvodník Kadlec (Karel Augusta) se jim chce pomstít, že jej před dvěma lety dostali do vězení. Michal je zatčen za znásilnění dívky, Ivana (Simona Krainová) je nasazena Kadlecem do podniku, aby zdiskreditovala Tomáše. Spolu s Georgem (Marek Vašut) provedou na Kadlece podvod, kdy od něj získají peněžní obnos.

## Obsazení
- Sagvan Tofi - Michal
- Lukáš Vaculík - Tomáš
- Karel Augusta - Kadlec
- Simona Krainová - Ivana
- Marek Vašut - George
- Andrej Hryc - Bureš
- Miloš Vávra - Himl
- Pavel Rímský - Zeman
- Sandra Pogodová - Ošklivka
- Veronika Žilková - Burešova manželka
- Katarína Kolajová - Alice Horáčková